# 菲利普·埃贝莱
菲利普·埃贝莱（法語：Philippe Heberlé，1963年3月21日—），法国男子射击运动员。他曾代表法国参加1984年夏季奥林匹克运动会射击比赛，获得男子10米空气步枪金牌。